# The Reformation
Pour plus de détails, voir Fiche technique et Distribution.

The Reformation est un film muet américain réalisé par Burton L. King, sorti en 1913.

## Fiche technique
- Titre : The Reformation
- Réalisation : Burton L. King
- Scénario :
- Producteur : Thomas H. Ince
- Société de production : Broncho Film Company
- Sociétés de distribution : Mutual Film (États-Unis), Western Import Company (Royaume-Uni)
- Pays de production :  États-Unis
- Langue : Anglais américain
- Format : Noir et blanc — 35 mm — 1,33:1 — Muet
- Métrage : 300 mètres (1 bobine)
- Genre : Film dramatique
- Durée : 10 minutes
- Date de sortie : 
  - États-Unis : 26 novembre 1913

## Distribution
- Violet Fox